# Смоляков, Абрам Ефимович
Абра́м Ефи́мович Смоляко́в (25 мая 1908 — 3 октября 1943) — советский офицер, Герой Советского Союза.

## Биография
Родился в семье рабочего, в деревне Щербиновка (по другим данным — Ермаковка), сейчас Кричевский район Могилёвской области.
Долгое время жил и работал в Юзовке (переименованной позже в Сталино).
В Советской Армии с 1930. С июня 1941 года на фронте. Заместитель командира 1177-го истребительно-противотанкового артиллерийского полка по политической части (7-я гвардейская отдельная истребительно-противотанковая бригада, 47-я армия, Воронежский фронт). Войну встретил в Западной Белоруссии. С боями отходил к Днепру, участвовал в оборонительных боях севернее Гомеля, а затем в контрнаступлении наших войск.
В 1942 году участвовал в боях в районе Воронежа и в наступлении к Курску, затем — в Курской битве в районе Обояни и в контрнаступлении на Белгород и Харьков. За боевые заслуги награждён орденом Красного Знамени.
30 сентября 1943 года в районе севернее Канева наши стрелковые подразделения форсировали Днепр и захватили плацдарм. Начались танковые контратаки противника. На плацдарм был переправлен 1177-й полк. Заняв позиции в боевых порядках пехоты, он успешно сражался с вражескими танками. Ожесточенные бои разгорелись 3 октября. Артиллеристы понесли большие потери, около многих орудий осталось по 1-2 человека. Тогда к пушкам стали офицеры. В одной из батарей рядом вели огонь по танкам командир полка подполковник Шалимов и его заместитель по политической части майор Смоляков. Оба они погибли в бою, но плацдарм был удержан.
За героизм и мужество, проявленные в боях по закреплению плацдарма на Днепре, майору Абраму Ефимовичу Смолякову указом от 24 декабря 1943 было посмертно присвоено звание Героя Советского Союза.
Похоронен в братской могиле в селе Лепляво Каневского района Черкасской области.

## Память
Именем Абрама названы улица и школа в городе Кричев (Могилёвская область).
Памятный знак А. Е. Смолякову на Аллее Славы в парке Победы в городе Кричеве Могилёвской области (2021).